# Couvent des Bénédictines de Saint-Charles
Le couvent des bénédictines de Saint-Charles à Lyons-la-Forêt est un couvent du XVIIIe siècle, aujourd’hui occupé par l'école Maurice-Ravel.

## Localisation
L'ancien couvent se trouve entre la rue de la Rouge-Mare et la rue des Trois-Moulins.

## Histoire
Un couvent de bénédictines est fondé à la suite de la donation par Charlotte de Bigards le 15 mars 1562 d'un tiers de ses biens. Les bâtiments sont édifiés dans la vallée de la Lieure, au Nord-Ouest du bourg. Il est décidé en 1706, de par leur mauvais état, de les détruire.
Les bénédictines s'installent alors dans des bâtiments qu'elles possèdent dans le bourg. Elles construisent la chapelle en 1710.
Réduite à trois religieuses, la communauté est dispersée en 1742 et ses biens rattachés au couvent des bénédictines des Andelys. L'ancien couvent est cédé en 1768 à la ville de Lyons contre 145 livres de rente. Le site est saisi et vendu à la Révolution.
La chapelle est démolie en 1905 et les bâtiments en bordure de la Rue Nationale le sont en 1911. Le seul bâtiment subsistant est occupé depuis le XIXe siècle par l'école communale.

## Classement
L’édifice est partiellement inscrit aux Monuments historiques par arrêté du 25 mars 1996,. Les vestiges de l'enceinte formant la muraille au nord et à l'ouest des parcelles AD 4 et 5 sont inscrits aux Monuments historiques.